# Дорога на север
«Дорога на север» (фин. Tie Pohjoiseen, в международном прокате — англ. Road North) — финский фильм 2012 года, психологическая драма с элементами комедии и роуд-муви режиссёра Мики Каурисмяки. Фильм получил Приз зрительских симпатий Санкт-Петербургского кинофестиваля и три номинации на финскую национальную кинопремию Юсси.

## Сюжет
Тимо Порола (Эдельманн) — успешный музыкант 38 лет. Однажды к нему приходит пожилой мужчина, который утверждает, что он отец Тимо — Лео Порола (Лоири), бросивший семью более 30 лет назад. Двое мужчин отправляются в путешествие на север Финляндии. В поездке они встречают различных людей, много рассказывают друг другу о своём прошлом, делятся планами на будущее.

## В ролях
- Самули Эдельманн[2] — Тимо Порола
- Веса-Матти Лойри — Лео Порола
- Петер Францен — Пертти Паакку
- Мари Перанкоски — Минна Паакку
- Криста Косонен — Элина
- Ирина Бьёрклунд — Тия
- Элина Книхтиля — Маарит
- Ада Кукконен — Жанетт

## Награды и номинации
- 2012 год — Приз зрительских симпатий Санкт-Петербургского международного кинофестиваля
- 2013 год — три номинации на финскую национальную премию Юсси: две — в категории «Лучший актёр» (Эдельман, Лойри), ещё одну — в категории «Лучший актёр в эпизодической роли» (Францен)[3].